# Henrik Nielsen til Sandagergård
Henrik Nielsen var en dansk adelsmand, som skrev sig til Sandagergård. Han var far til Jesper Henriksen.
En ridder Niels Thomesen (Lunge?) nævnes i Skovby Herred fra 1387 og har muligvis allerede da ejet Sandagergård, hvortil han nævnes 1413, da han døde. En tilsvarende Niels Thomesen ejede Enggård fra 1409 og er muligvis den samme person.
Den væbner Henrik Nielsen, der fra 1417 til 1428 nævnes til Sandagergård, var formentlig hans søn. Han blev rigsråd og havde sønnerne Niels og Jesper Henriksen.